# Мухаммад Мірза-хан
Мухаммад Мірза-хан (1815 — 15 жовтня 1838) — 8-й володар Газікумухського ханства, 4-й Кюринський хан, аварський нуцал у 1836—1838 роках.

## Життєпис
Син Аслан-хана. Народився 1815 року. 1836 року після смерті батька призначається братом Нуцал-агою-ханом намісником Аварії. Того ж року після смерті брата успадкував Кюрі, Газі-Кумух і Аварію.
Виявився слабким правителем. Фактична влада перебувала в його матері Умму Кулсум-біке. Наслідком цього було послаблення впливу хана в Дагестані та навіть власних володіннях, де стали поширювати ідею мюридизму. Фактично закинув справи в Аварії, де фактичну владу перебрав Гаджи-Яг'я.
Помер Мухаммад Мірза-хан 1838 року. Це спричинило остаточний розгарідяж: Гаджи-Яг'я перейшов на бік імама Шаміля, внаслідок чого повстала уся Аварія, в Кюринському ханстві почав діяти небіж померлого Гарун-бек, в Газі-Кумусі спадкував стриєчний брат Абдурахман-хан.